# Pachyanthidium arnoldi
Pachyanthidium arnoldi är en biart som beskrevs av Mavromoustakis 1935. Pachyanthidium arnoldi ingår i släktet Pachyanthidium och familjen buksamlarbin. Inga underarter finns listade i Catalogue of Life.